# Орден на Дракона
Орденът на Дракона (на латински: Societas Draconica, Societas Draconistrarum; на немски: Drachen Orden) е европейски военен духовно-рицарски орден основан на 12 декември 1408 г. от крал Сигизмунд фон Люксембург и кралица Барбара фон Цили за защита на Европа и християнството от нашествието и за борба с неверниците турци. Ордена е бил много силен в Унгария, Хърватия, Влахия, Трансилвания, Карпатия, Германия, Австрия, Свещената Римска империя, Бохемия и Италия през XV век. Според запазено копие на устава им Ордена си поставя сходна с тази на кръстоносците от паневропейския Никополския кръстоносен поход, командван от крал Сигизмунд фон Люксембург, цел – да прогони турците от Европа и България. Стратегическата цел е да се спаси Новия Рим – Константинопол и Византийската империя от завладяване. Орденът на Дракона има за цел процъфтяването на европейската култура, готика, катедрали, замъци и рицарски дух. 
През 1396 г. в кралство Унгария се чувства заплаха от Османската империя, която по това време практически упражнява контрол над по-голямата част от Балканския полуостров. Папа Бонифаций IX призовал християните да се обединят на кръстоносен поход срещу османците. Сигизмунд събрал голяма коалиция от западни рицари, които се сблъскали с османците в Битката при Никопол на 25 септември 1396 г. Сигизмунд успял да се измъкне жив от битката, но съдбата на Унгария останала неясна. През 1401 г. Сигизмунд трябвало да потушава серия от бунтове в държавата си. За потушаването му помогнали Никола II Горянски (унгарски бан) и Херман II фон Цили (бан в Хърватия), без които трудно би могъл да се справи с въстанията.
След Битката при Добор в Босна срещу богомилите (1408 г.), Сигизмунд и младата му съпруга Барбара фон Цили създават рицарски орден. Статута на Ордена на Дракона написан на латински го обявяват за „общност“ и неговите членове носели символа на дракона. В днешната историческа литература ордена е познат под множество имена като: „Gesellschaft mit dem Drakchen“, „Divisa seu Societate Draconica“, „Societate Draconica seu Draconistarum y Fraternitas Draconum“ и Drachen Orden. Ордена на Дракона се получил като продължител на унгарския орден на „Свети Георги“, създаден от крал Карл Анжуйски през 1318 г. Те приели за свой защитник Свети Георги. В пролога на статута на ордена се казва:
„В компания от прелати, барони и други висшестоящи на нашето кралство, каним да се присъедините към нас в това начинание, под нашето ясна решителност, да победим коварния враг, последователите на древния Дракон, към езическите рицари, авторите на Схизмата, и другите православни народи и към онези които мечтаят да се носят кръста на Христос...“
В статута се обясняват символите на ордена – „уроборос“ (дракон, захапал опашката си), червения кръст, които се носели от членовете. Разясняват се взаимните задължения на краля и аристократите му. Членовете трябвало да се закълнат във вярност пред краля, кралицата и неговото семейство и се заклевали да защитават техните интереси.
Идеята за ордена не е нова в Европа, много средновековни владетели създавали ордени за да запазят престола си за по-дълго време – това била честа практика в Западна Европа. Повечето членове заемали високи постове в унгарската аристокрация или били от съседни държави. Членството в ордена е изключително престижно и е извънредно голяма чест давана по заслуги, като първоначално негови титуляри е можело да бъдат едновременно не повече от 24 рицари. Отличителният знак на членовете на ордена е медальон под формата на дракон стъпкващ полумесеца (исляма) на фона на кръста (християнството).
Членове на ордена са били сръбският деспот Стефан Лазаревич, италианският военачалник Филипо Сколари, българският престолонаследник принц Фружин, , унгарският военачалник Янош Хунияди, влашкият владетел Влад II Дракул и неговият син и наследник принц Влад Дракула, албанският владетел Георги Кастриоти-Скендербег, граф Херман II фон Цили, Йоан Мароти, Никола II Горянски и други изявени борци за спасението на европейската християнска цивилизация от османците.